# Maye
Die Maye ist ein Fluss in Frankreich, der im Département Somme in der Region Hauts-de-France verläuft. Sie entspringt im Gemeindegebiet von Fontaine-sur-Maye und entwässert generell in westlicher Richtung durch den Regionalen Naturpark Baie de Somme Picardie Maritime. Sie verlässt das Festland an der Gemeindegrenze von Le Crotoy und Saint-Quentin-en-Tourmont und mündet nach insgesamt rund 38 Kilometern im fälschlich als Somme-"Bucht" bezeichneten Ästuar des Flusses Somme in den Ärmelkanal. Zur Entwässerung von Feuchtgebieten wird bei Arry der Canal de la Maye abgezweigt und knapp östlich von Le Crotoy in die Sommebucht geleitet.

## Orte am Fluss
- Fontaine-sur-Maye
- Crécy-en-Ponthieu
- Machiel
- Bernay-en-Ponthieu
- Arry
- Rue

## Sehenswürdigkeiten
In ihrem Mündungsabschnitt erreicht die Maye das Vogelschutzgebiet Parc du Marquenterre und durchquert das Naturreservat Somme-Bucht (frz. Réserve naturelle de la Baye de Somme).